# قائمة البعثات الدبلوماسية في الجزائر

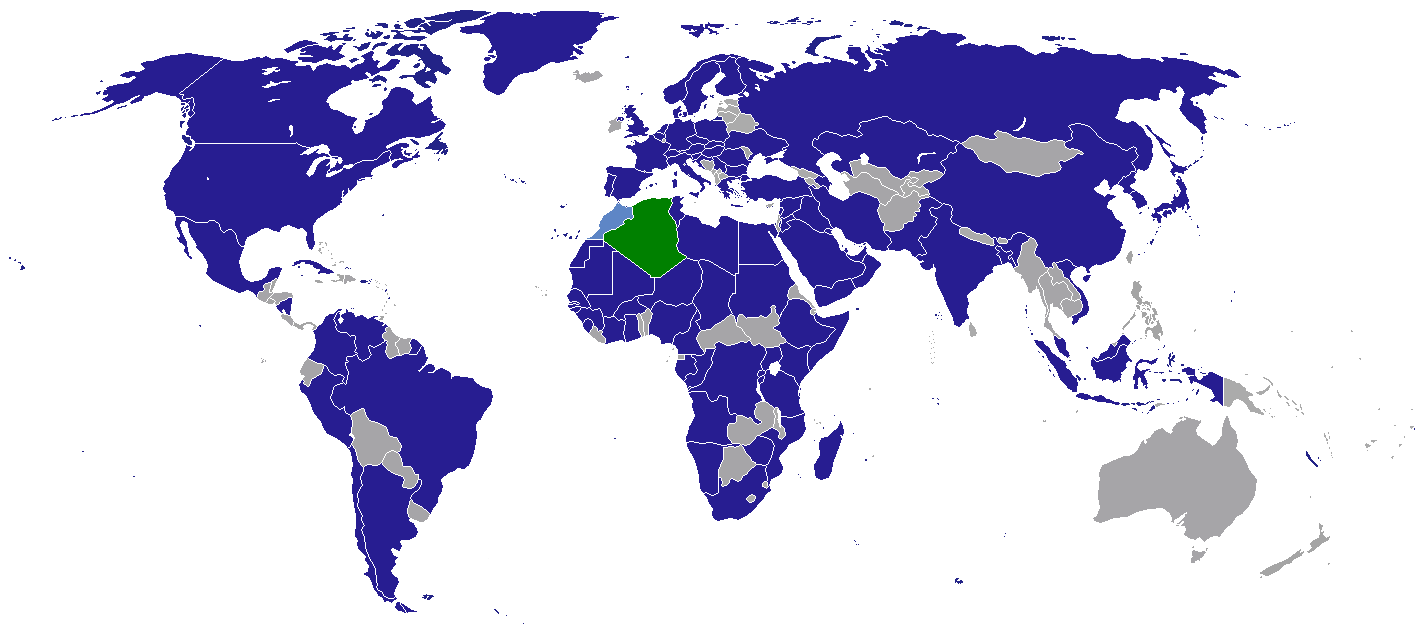
قائمة البعثات الدبلوماسية في الجزائر

هذه قائمة البعثات الدبلوماسية في الجزائر. يوجد هناك حاليا 93 سفارة ووفد المفوضية الأوروبية في العاصمة الجزائرية، ويوجد للعديد من البلدان قنصليات في المدن الجزائرية الأخرى (باستثناء القنصليات الشرفية).

## القنصليات فيالعاصمة الجزائرية
| - أنغولا - الأرجنتين - النمسا - أذربيجان - البحرين - بنغلاديش - بلجيكا - بنين - البرازيل - بلغاريا - بوركينا فاسو - الكاميرون - كندا - تشاد - تشيلي - جمهورية الصين الشعبية - كولومبيا - جمهورية الكونغو الديمقراطية - جمهورية الكونغو - ساحل العاج - كرواتيا - كوبا - التشيك - الدنمارك - مصر - إثيوبيا - فنلندا - فرنسا - الغابون - ألمانيا - غانا | - اليونان - غينيا - غينيا بيساو - الكرسي الرسولي - المجر - الهند - إندونيسيا - إيران - العراق - ساحل العاج - إيطاليا - اليابان - الأردن - الكويت - كينيا - لبنان - ليبيا - مدغشقر - ماليزيا - مالي - موريتانيا - المكسيك - موزمبيق - هولندا - النيجر - نيجيريا - ناميبيا - النرويج - كوريا الشمالية - سلطنة عمان | - باكستان - فلسطين - بيرو - بولندا - البرتغال - قطر - رومانيا - روسيا - الجمهورية العربية الصحراوية الديمقراطية - السعودية - السنغال - صربيا - جنوب أفريقيا - كوريا الجنوبية - إسبانيا - السودان - الصومال - السويد - سويسرا - سوريا - تنزانيا - تونس - تركيا - أوكرانيا - الإمارات العربية المتحدة - المملكة المتحدة - الولايات المتحدة - فنزويلا - فيتنام - اليمن - زيمبابوي |

### مهمات إلى الجزائر
- الاتحاد الأوروبي (وفد)

## القنصليات

### القنصليات العامة فيعنابة
- تونس
- روسيا
- فرنسا

### القنصليات العامة فيوهران
- المغرب
- إسبانيا
- فرنسا

### القنصليات العامة فيسيدي بلعباس
- المغرب

### القنصلية فيتمنراست
- مالي

### القنصلية فيتبسة
- تونس

## البعثات الدبلوماسية المعتمدة
- أستراليا (باريس)
- أفغانستان (باريس)
- السلفادور (باريس)
- باربادوس (لندن)
- جمهورية إفريقيا الوسطى (الرباط)
- كوستاريكا (باريس)
- الرأس الأخضر (باريس)
- جزر القمر (الرباط)
- دومينيكا (لندن)
- جمهورية الدومينيكان (مدريد)
- ولايات ميكرونيسيا المتحدة (مدينة نيويورك)
- فيجي (أبو ظبي)
- غواتيمالا (باريس)
- هايتي (باريس)
- هونغ كونغ (لندن)
- هندوراس (باريس)
- آيسلندا (باريس)
- أيرلندا (مدريد)
- جامايكا (باريس)
- قرغيزستان (مدينة الكويت)
- ليسوتو (طرابلس)
- ماكاو (لشبونة)
- جزر المالديف (لندن)
- موريشيوس (القاهرة)
- جزر مارشال (مدينة نيويورك)
- مالاوي (القاهرة)
- نيكاراغوا (باريس)
- ناورو (مدينة نيويورك)
- نيوزيلندا (القاهرة)
- الفلبين (طرابلس)
- بابوا غينيا الجديدة (لندن)
- بنما (باريس)
- سيراليون (داكار)
- سيشل (باريس)
- تايلاند (باريس)
- توغو (الرباط)
- تركمانستان (باريس)
- تايوان (باريس)
- طاجيكستان (القاهرة)
- تيمور الشرقية (لشبونة)
- تونغا (لندن)
- أوغندا (القاهرة)
- الأوروغواي (باريس)
- أوزبكستان (أنقرة)
- فانواتو (الرباط)
- زامبيا (باريس)